# 紀元前840年
紀元前840年（きげんぜん840ねん）は、西暦による年。

## 他の紀年法
- 干支 : 辛酉
- 中国
  - 周 - 共和2年
  - 魯 - 真公16年
  - 斉 - 武公11年
  - 晋 - 釐侯元年
  - 秦 - 秦仲5年
  - 楚 - 熊勇8年
  - 宋 - 釐公19年
  - 衛 - 釐侯15年
  - 陳 - 幽公15年
  - 蔡 - 武侯24年
  - 曹 - 夷伯25年
  - 燕 - 恵侯25年
- 朝鮮
  - 檀紀1494年
- ユダヤ暦 : 2921年 - 2922年
- アッシリア暦 : 3911年
- 人類紀元 : 9161年